# Lamelas (Castropol)
Lamelas (oficialmente y en asturiano: As Lamelas) es una aldea de la parroquia de Barres, concejo de Castropol, en la comarca del Eo-Navia, Principado de Asturias, España.